# Orbieu
Der Orbieu ist ein rechter Nebenfluss der Aude im Süden Frankreichs, der im Département Aude in der Region Okzitanien verläuft. 

## Flusslauf
Der Orbieu entspringt in den Corbières, am Südostrand der Pyrenäen, im Gemeindegebiet von Fourtou, entwässert generell in nordöstlicher Richtung durch den Regionalen Naturpark Corbières-Fenouillèdes und mündet nach rund 84 Kilometern an der Gemeindegrenze von Raissac-d’Aude und Marcorignan rechtsseitig in die Aude.

## Orte am Fluss
- Auriac
- Saint-Martin-des-Puits
- Lagrasse
- Fabrezan
- Ferrals-les-Corbières
- Lézignan-Corbières
- Luc-sur-Orbieu
- Ornaisons
- Villedaigne
- Raissac-d’Aude